# Mali Korovînți, Ciudniv
Mali Korovînți (în ucraineană Малі Коровинці) este un sat în comuna Tiutiunnîkî din raionul Ciudniv, regiunea Jîtomîr, Ucraina.

## Demografie
Componența lingvistică a localității Mali Korovînți
     Ucraineană (99,12%)
     Alte limbi (0,88%)
Conform recensământului din 2001, majoritatea populației localității Mali Korovînți era vorbitoare de ucraineană (99,12%), existând în minoritate și vorbitori de alte limbi.